# Dugnoor, Sedam
Dugnoor là một làng thuộc tehsil Sedam, huyện Gulbarga, bang Karnataka, Ấn Độ.